# Книппердоллинг, Бернт
Бернт Книппердоллинг (нем. Bernard Knipperdolling; ок 1495 — 22 января 1536) — анабаптист, родом из Мюнстера, из знатного рода.

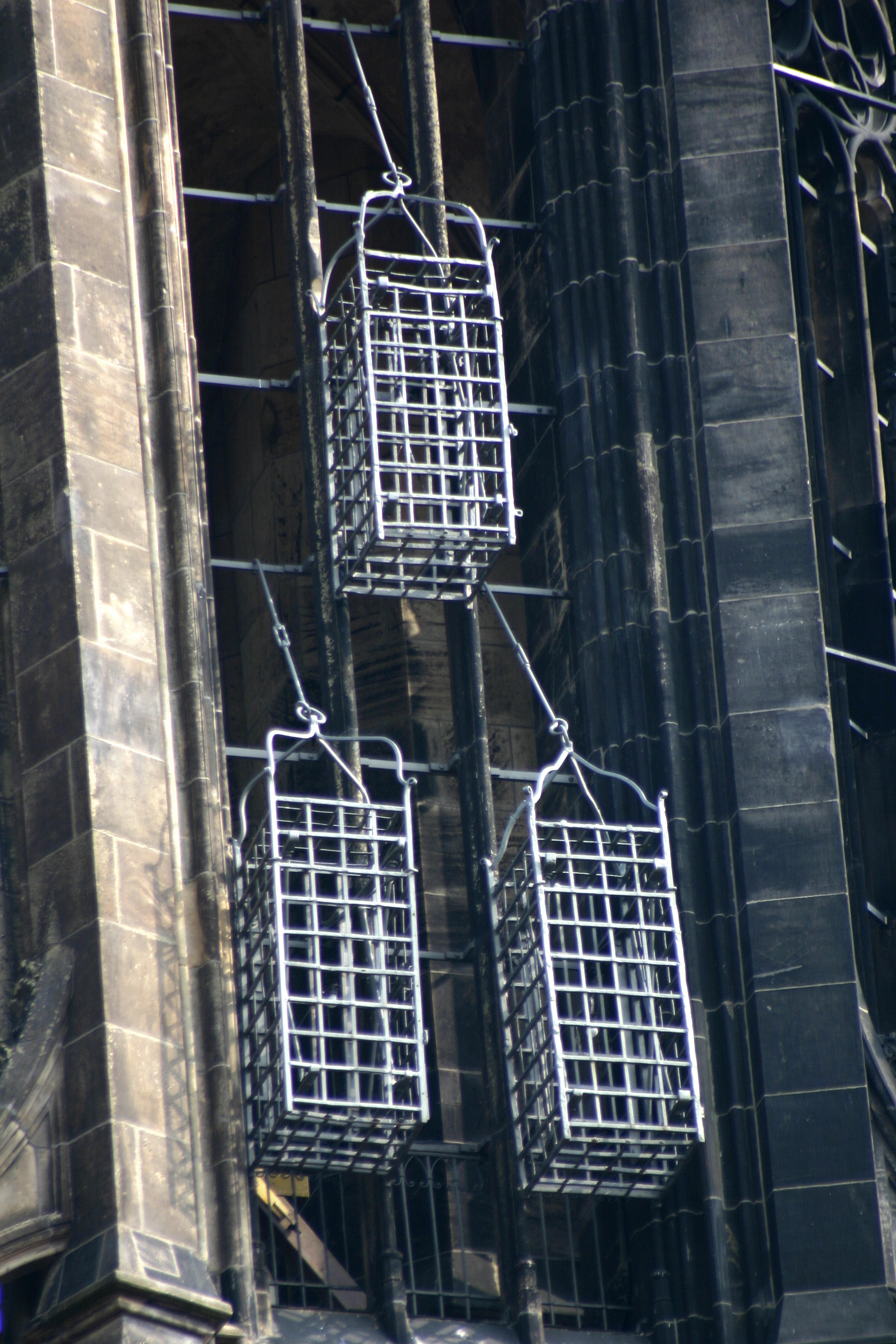
Клетки анабаптистов на башне церкви св. Ламберта (тело Бернта Книппердоллинга было в левой клетке)

Был купцом; за участие в восстании 1527 года был брошен в тюрьму, откуда освободился, заплатив большую сумму; в 1532 году присоединился к анабаптистскому движению Ротманна и после победы радикалов в 1533 году стал бургомистром. Он охотно принял Иоанна Лейденского, помог ему забрать власть в свои руки и стал его меченосцем, а затем наместником. Участвовал в Мюнстерской коммуне. После взятия города войсками епископа в январе 1536 года был казнён после жестоких мучений и тело его вывешено в железной клетке на башне церкви св. Ламберта.